# Pic du Grand Doménon
Le pic du Grand Doménon est un sommet situé dans la chaîne de Belledonne, à 2 802 mètres d'altitude, dans le département de l'Isère.